# Prays acmonias
Prays acmonias is een vlinder uit de familie Praydidae. Prays acmonias werd in beschreven door Edward Meyrick.